# Non-Stop Erotic Cabaret
Az 1981-es Non-Stop Erotic Cabaret a Soft Cell debütáló nagylemeze. Az album kritikai és kereskedelmi sikere nagyban köszönhető a Tainted Love kislemez sikerének, amely több országban vezette a listákat és az Egyesült Államokban 1981 legtöbb példányban elkelt brit kislemeze lett. Az album két további top 5-ös kislemezt termelt az Egyesült Királyságban: Bedsitter és Say Hello, Wave Goodbye.
Az album szerepel az 1001 lemez, amit hallanod kell, mielőtt meghalsz című könyvben.

## Az album dalai
|     | Cím                     | Szerző(k)              | Hossz |
| --- | ----------------------- | ---------------------- | ----- |
| 1.  | Frustration             | Dave Ball, Marc Almond | 4:12  |
| 2.  | Tainted Love            | Ed Cobb                | 2:34  |
| 3.  | Seedy Films             | Ball, Almond           | 5:05  |
| 4.  | Youth                   | Ball, Almond           | 3:15  |
| 5.  | Sex Dwarf               | Ball, Almond           | 5:15  |
| 6.  | Entertain Me            | Ball, Almond           | 3:35  |
| 7.  | Chips on My Shoulder    | Ball, Almond           | 4:05  |
| 8.  | Bedsitter               | Ball, Almond           | 3:36  |
| 9.  | Secret Life             | Ball, Almond           | 3:37  |
| 10. | Say Hello, Wave Goodbye | Ball, Almond           | 5:24  |

## Közreműködők
- Marc Almond – ének
- Dave Ball – háttérvokál, producer, szintetizátor, elektromos és akusztikus hangszerek
- Peter Ashworth – fényképek
- Arun Chakraverti – mastering
- Michael Christopher – hangmérnökasszisztens
- Cindy Ecstasy – háttérvokál
- John Gatchell – trombita, szárnykürt
- Harvey Goldberg – keverés
- Paul Hardiman – hangmérnök
- Andy Hoggman – hangmérnökasszisztens
- Nicky Kalliongis – hangmérnökasszisztens
- Daniel Miller – producer
- Vicious Pink Phenomena – háttérvokál
- Andrew Prewett – design
- Jack Skinner – mastering
- Mike Thorne – producer
- David Tofani – szaxofon, klarinét
- Don Wershba – hangmérnök

## Fordítás
Ez a szócikk részben vagy egészben a Non-Stop Erotic Cabaret című angol Wikipédia-szócikk ezen változatának fordításán alapul.  Az eredeti cikk szerkesztőit annak laptörténete sorolja fel. Ez a jelzés csupán a megfogalmazás eredetét és a szerzői jogokat jelzi, nem szolgál a cikkben szereplő információk forrásmegjelöléseként.